# TV Assembleia (Paraíba)
A TV Assembleia Paraíba é uma emissora de televisão legislativa brasileira, sediada em João Pessoa, capital do estado da Paraíba. Opera no canal 8.2 (41 UHF digital) e pertencente à Assembleia Legislativa da Paraíba. Transmite ao vivo as sessões da casa, e ainda produz vários outros programas voltados para saúde, cidadania, cotidiano, cultura. Além disso, também retransmite a programação da TV Senado. Opera no canal 11 da Claro TV, e desde o dia 6 de novembro de 2013 está no canal aberto digital 41 UHF (canal virtual 40.2) em João Pessoa 

## História
Em 6 de maio de 2004 a Tv Assembleia da Paraíba entra no ar, com o tema, "Um novo momento". O inicio da transmissão aconteceu pelo canal 36 a cabo da BIG TV, posteriormente pelos canais 26 e 22 e disponibilizada pelo canal 11 da NET.
Em 17 de dezembro de 2013, a emissora publica entra com sinal digital aberto na capital e região metropolitana. O investimento em treinamentos, estrutura e equipamentos, ultrapassaram mais de R$ 1 milhão de reais.

## Modernização
O presidente em exercício da assembleia do estado inaugurou em 20 de dezembro 2018, as novas instalações da emissora, na capital. A reforma contemplou novos estúdios, ampliação da área técnica, setores de produção, edição e arquivo de imagens com capacidade para 50 anos de armazenamento.

## Expansão
Em 21 de dezembro de 2018, a casa legislativa da inicio a interiorização do canal, sendo a cidade de Patos a primeira cidade a receber o sinal.em alta definição. O canal está disponível para mais de 100 mil habitantes através do MUX legislativo da TV Assembleia 14.2, TV Senado 14.1 e TV Câmara Federal 14.3.

Em 11 de outubro de 2019, durante as comemorações do aniversario de Campina Grande, a tv assembleia legislativa inaugura o sinal na cidade campinense e região metropolitana. O sinal está disponível através do canal 15.2 em conjunto ao MUX legislativo da Tv Câmara Federal 15.1 e Tv Senado 15.3 em formato HD. Porém o sinal ainda passa por ajustes técnicos na região.

## Sinal digital
Em operação
- João Pessoa (geradora) - canal virtual 8.2 (41 UHF)[1]
- Patos - canal virtual 08.2 (14 UHF)[2] [3]
- Campina Grande - canal 08.2 (15 UHF)

Em implantação
- Cajá
- Cajazeiras
- Guarabira
- Itabaiana
- Mamanguape
- Monteiro